# Leaving New York
Singles de R.E.M.
Animal
(2004) Aftermath
(2005)
Pistes de Around the Sun
Electron Blue
Leaving New York est une chanson du groupe de rock alternatif R.E.M., sortie en tant que premier single de leur treizième album studio Around the Sun sorti le 27 septembre 2004 au Royaume-Uni. Bien qu'il n'ait pas été aussi promu que les précédents singles du groupe, il a atteint la 5e place du UK Singles Chart. Cependant, la chanson n'est pas entrée dans le Billboard Hot 100 aux États-Unis, devenant l'un des seuls premier single d'un album studio de R.E.M. à ne pas entrer dans le Hot 100 depuis Cant Get There From Here de l'album Fables of the Reconstruction sorti en 1985.

Le single n'est jamais sortie dans la patrie de R.E.M..

## Historique et thème
Comme Michael Stipe l'a dit dans diverses interviews, la mélodie est une chanson d'amour de la ville. Michael Stipe considère New York comme sa seconde ville natale. Il a dit qu'une fois alors qu'il quittait la ville en avion, en la voyant d'en haut, il avait été subjugué par sa beauté et avait écrit cette chanson durant ce voyage. 
Peter Buck dit à propos de la chanson « La chanson peut être prise au premier degré. À un certain niveau, c'est juste à propos de quitter la ville. Pour moi, cependant, c'est difficile d'entendre une chanson avec New York dans le titre et de ne pas penser à septembre 2001. »,

## Reprises et représentations
Dans les premières performances live de la chanson, en septembre 2004, Michael Stipe chantait les paroles du chœur présent lors du refrain et du pont comme sur l'album « It's pulling me apart. Change. » Cependant, début février 2005, le groupe a travaillé sur une version alternative dans laquelle ce sont Mike Mills, Scott McCaughey et Ken Stringfellow qui chantent les chœurs. Cette version est présente sur l'album de performances live du groupe R.E.M. Live.
La chanson a été utilisée dans :
- Parkinson (en) le 18 septembre 2004.
- Las Vegas, dans le premier épisode  de la deuxième saison Retour de l'enfer (Have You Ever Seen the Rain?).

## Clip vidéo
Le clip vidéo a été tourné par les véritables amis du groupe, lors d'une fête. Il contient également des scènes de Michael Stipe dans divers endroits de la ville.

## Liste des pistes
Toutes les chansons sont écrites par Peter Buck, Mike Mills et Michael Stipe.

### CD1
1. Leaving New York
2. (Don't Go Back To) Rockville (Live, Oslo, 25.10.03)

### CD2
1. Leaving New York
2. You Are the Everything de l'album Green (Live, Raleigh, Caroline du Nord - Test de son, 10.10.03)
3. These Days de l'album Lifes Rich Pageant (Live, Toronto, Ontario, 30.09.03)

## Charts
| Chart (2004)             | Meilleure position |
| ------------------------ | ------------------ |
| Charts autrichiens       | 32                 |
| Charts belges (Flandres) | 7                  |
| Charts belges (Wallonie) | 15                 |
| Charts danois            | 10                 |
| Charts hollandais        | 43                 |
| Charts irlandais         | 14                 |
| Charts italiens          | 2                  |
| Charts norvégiens        | 7                  |
| Charts suédois           | 11                 |
| Charts suisses           | 18                 |
| Charts anglais           | 5                  |

## Source
- (en) Cet article est partiellement ou en totalité issu de l’article de Wikipédia en anglais intitulé « Leaving New York » (voir la liste des auteurs).